# Mudaliyar
Mudaliyar fou un cap militar singalès durant el període del regne de Ceilan.
Sota domini portuguès i holandès el títol fou donat al cap militar que dirigia la milícia nativa (o Hewayo en singalès) rebatejada com a lascarins pels portuguesos (nom conservat sota els holandesos). Vint-i-cinc lascarins formaven un destacament (Ranchu) manats per un Arachchi. El mudaliyar portava vestimenta blanca.
Al segle xviii els holandesos van anar eliminant els poders dels mudaliyars. Les seves responsabilitats militars van anar passant a ser administratives; s'encarregaven de distribuir als lascarins, de controlar la fusta a entregar a la Companyia, reparació d'escoles, control de cultius als seus districtes, assistència a ambaixadors i oficials incloent els clergues quan estaven de viatge i assistència a les caceres d'elefants que es feien a Alut Kuru Korale; en temps de guerra aportaven homes per control de les municions.
Molts dels mudaliyars eren homes rics i influents i, per tant, la Companyia els vigilava. A mesura que el nombre de lascarins fou disminuït pels holandesos (ja que no tenien utilitat en temps de pau) les seves atribucions militars van disminuir, i es va preveure que només portarien les armes en el futur, causant descontentament entre els mudaliyars que ho consideraven una tasca degradant, que no obstant es van haver d'adaptar.